# Рикардо Карвальо
Рикардо Алберто Силвейра Карвальо (на португалски: Ricardo Alberto Silveira Carvalho) е бивш португалски футболист роден на 18 май, 1978 г. в Амаранте, Португалия.

## Кариера

### Челси
Рикардо Карвальо бе важна част от желязната защита на отбора в годините на двете спечелени титли през 2005 и 2006 г. През последните две кампании Рикардо заигра на още по-високо ниво и бе избран за Играч на годината за сезон 2007/08 от играчите на отбора.
Предходната година е необичайна за Рикардо, неговия първи сезон без спечелен трофей от 5 години. Четирите години с шампионските титли, спечелени с Порто и Челси бяха последвани от успехите за Карлинг Къп през сезон 2006/07, а контузия в коляното във финалния месец от сезона му попречи да бъде част от триумфа на Уембли в турнира за ФА Къп.
Рикардо бе част от голямото португалско нашествие в Челси с идването на Жозе Моуриньо за сезон 2004/05 г. На отбора бе нужен централен защитник, който да замени Марсел Десаи и новия мениджър Жозе Моуриньо му се довери.
Рикардо бе ключова фигура за Порто през двете години, в които отбора спечели домашни и европейски отличия. Мястото на Десаи бе заето от друг доказан шампион.
Репутацията на Карвальо като централен защитник, еднакво добре играещ с глава и крака бе подчертана на Евро 2004, където бе избран в идеалния отбор на турнира от УЕФА.Качествата на Карвальо са забелязани и след като първоначално играе за Лека, Порто го привлича като тийнейджър и след един мач е изпратен да се обиграва в Витория Сетубал, а впоследствие и в Алверка.
След като Жорже Коща преминава от Порто под наем в Чарлтън, Рикардо получава своя шанс.
Карвальо играе всяка една минута от кампанията на Порто в Шампионската лига, завършила с триумф, а и измества Фернандо Коуто от отбора на Португария на Евро 2004 след загубата в първия мач от Гърция.
Забележителната 2004 година бе завършена от спечелването на Наградата на УЕФА за най-добър защитник. Челси закупува Карвальо за 19,85 млн. лири и той се адаптира изключително бързо към Висшата лига. През зимата на сезон 2004/05 счупен пръст го изкарва извън терените за два месеца, но Рикардо се завръща за финала на Карлинг Къп и за края на първия шампионски сезон на „сините“ след 50 години.
Сезон 2005/06 започна с неговото публично несъгласие с решението на мениджъра да го остави няколко мача извън игра. Моуриньо реагира решително и непоколебимо. Рикардо научи своя урок и отново бе несменяем титуляр в непробиваемата защита на „сините“. Той отново записва забележителна кампания, която завърши с победа над Манчестър Юнайтед и втора поредна спечелена титла.

### Световното през 2006
Като един от многото играчи на „сините“, участващи на Световното през 2006, Рикардо бе невинен при изгонването на Уейн Рууни в мача срещу Англия, но направи дузпа в срещата с Франция на полуфинала и Португалия отпадна от надпреварата.
Вследствие на напускането на Уилям Галас през лятото, съдбата на Челси зависеше от добрата форма на Рикардо в сърцето на отбраната на отбора.

### Европейското през 2008
Евро 2008 не е толкова успешно за Карвальо, като Португалия отпада от Германия за 1/4 финалите. Сега Рикардо работи с бившия национален треньор на родината му, а и подписа нов договор с клуба, осигуряващ му престой в Челси до края на кариерата.

### Реал Мадрид
През лятото на 2010 година се появява интерес от страна на Реал Мадрид, където работи неговия сънародник Жозе Моуриньо. Бива привлечен за сумата от 7.9 милиона евро и през сезон 2010/2011 се проявява като важна фигура в защитата на Белите.
След огромни спекулации за неговото напускане от Реал Мадрид през лятото на 2012 г., Моуриньо публично заявява, че той няма да може да получи достатъчно игрово време през сезон 2012/13 г., но въпреки това Карвальо предпочита да остане в клуба и да изпълни договора си.

### Монако
На 28 май 2013 г. преминава във френския отбор на Монако, който през новия сезон ще играе в Лига 1 на френското футболно първенство. Рикардо преминава в отбора със статута на свободен агент и договорът му е за една година с опция след това да бъде продължен за още една.